# Iryna Zhuravska
Iryna Zhuravska (ukr. Ірина Журавська) (sinh ngày 14 tháng 1 năm 1990) là một người mẫu và hoa hậu của Ukraina. Cô đại diện cho đất nước mình tham dự cuộc thi Hoa hậu Thế giới 2008 tổ chức tại Nam Phi và lọt vào top 15 người đẹp nhất. Trong cuộc thi này, cô cũng giành Á hậu 2 phần thi Hoa hậu Tài năng. Cô được trao danh hiệu Hoa hậu gợi cảm nhất 2008 và là Á hậu 4 Miss Grand Slam 2008 do Globalbeauties bình chọn.